# Муниципальное право
Муниципальное право — отрасль права, регулирующая правовые отношения, складывающиеся в области местного самоуправления.
Основу муниципального права составляют традиционно нормы конституционного права, а также административного права. Эти отрасли по-прежнему играют ведущую роль в правовом закреплении основных принципов функционирования местной власти — местного самоуправления. Кроме того, в его содержание входят отдельные нормы бюджетного, финансового, экологического, земельного и других отраслей права, которые также определяют полномочия местного самоуправления в различных сферах местной жизни. Важную роль в регулировании муниципальных отношений играют акты международного права, напр. Европейская хартия местного самоуправления (Страсбург, 15 октября 1985 г.).

## Предмет, метод и источники муниципального права
Предметом муниципального права являются общественные отношения, возникающие в процессе организации и функционирования местного самоуправления.
Предмет муниципального права юридически разнороден. Такая разнородность предмета характерна для комплексных отраслей российского права, каковой является и муниципальное. Как и другие комплексные отрасли, муниципальное право не имеет своего специфического метода правового регулирования, а заимствует методы из других отраслей российского права.
На этой основе можно сформулировать и его понятие. Муниципальное право — это комплексная отрасль российского права, представляющая собой совокупность правовых норм, регулирующих общественные отношения, которые возникают в процессе осуществления организации и функционирования местного самоуправления.
Источники муниципального права:
1. Конституция РФ;
2. Международные договоры РФ;
3. Федеральный закон РФ (ФЗ «Об общих принципах организации местного самоуправления в Российской Федерации» от 6 октября 2003 г);
4. Указы Президента РФ (федеральный уровень);
5. Постановления Правительства (по вопросам местного самоуправления, требующим единой регламентации в границах всей РФ);
6. Муниципальные правовые акты;
7. Судебные источники (правовые позиции Конституционного Суда РФ);
8. Договорные источники.
9. Решения, принятые на сходе/собрании граждан

Остановимся чуть подробнее на договорных источниках. В 90-е годы XX в. активно заключались договоры и соглашения между органами государственной власти Российской Федерации и органами государственной власти субъектов Федерации о разграничении предметов ведения и полномочий, предметом которых были и вопросы местного самоуправления. Так, п. 1 ст. 2 Договора о разграничении предметов ведения и полномочий между органами государственной власти Российской Федерации и органами государственной власти Республики Саха (Якутия) от 29 июня 1995 г. определялась необходимость разграничения полномочий исполнительных органов власти РФ и Республики Саха (Якутия) в сфере разработки и реализации общих принципов организации системы органов государственной власти и местного самоуправления. Однако в настоящее время практика заключения таких договоров и соглашений в связи с негативным отношением к ним федерального центра пошла на убыль. Наблюдается процесс расторжения ранее заключенных договоров. В деле разграничения предметов ведения и полномочий федеральный центр делает ныне акцент не на договорном, а на законодательном механизме.
Правовые институты муниципального права:
1. территориальные основы местного самоуправления;
2. муниципальные органы и должностные лица;
3. вопросы местного значения и полномочия муниципальной власти;
4. муниципальные выборы и местные референдумы;
5. муниципальная служба и т. д.

## Теории местного самоуправления
Существуют следующие теории местного самоуправления:
- теория свободной общины;
- «общественная» (хозяйственная) теория;
- государственная теория;
- теория дуализма муниципального управления;
- теория социального обслуживания.

### Теория свободной общины
1. Опирается на идеи естественного права. Основной идеей теории свободной общины было обоснование ограничения вмешательства государства в деятельность общины.
2. Самостоятельность и независимость общины от государства связаны с самой природой общины, которая исторически предшествовала государству.
3. Государство не создает общину, а лишь признает её.
4. Признается существование не только трех традиционных ветвей власти — исполнительной, законодательной и судебной, но и четвёртой — муниципальной власти.

Теория свободной общины получила своё отражение в ряде законодательных актов 30 — 40-х годов XIX века. Конституция Бельгии 1831 г. даже имела специальную статью об общинном управлении. Именно в этой Конституции наряду с законодательной, исполнительной и судебной властями закреплялась и «общинная» (муниципальная) власть.

### «Общественная» (хозяйственная) теория самоуправления
Основывалась на идее противопоставления государственной власти и местных сообществ. Согласно общественной теории, самоуправление — это, в первую очередь, заведование местными хозяйственными делами. Собственные дела общины — это дела общинного хозяйства, и, следовательно, самоуправление есть управление делами местного хозяйства.
«Общественная» теория видит сущность самоуправления в предоставлении местному обществу самому ведать свои собственные интересы и в сохранении за правительственными органами заведования одними только государственными делами. «Общественная» теория исходит, следовательно, из противоположения местного общества государству, общественных интересов политическим, требуя, чтобы общество и государство ведали только своими собственными интересами". Дела хозяйственного характера должны выполняться общиной без вмешательства государства. В разделении государственных дел и дел местного значения виделось основание для самостоятельности местного самоуправления. Однако такие взгляды на местное самоуправление существовали недолго, поскольку на практике оказалось практически невозможно так разделить дела государственного управления и дела местного значения, чтобы выделить из них «в чистом виде» местные хозяйственные дела.

### «Государственная» теория самоуправления
Данная теория сменила «общественную» (хозяйственную) теорию. Основы данной теории местного самоуправления были разработаны немецкими учеными Лоренцем Штейном и Рудольфом Гнейстом в XIX в.
Государственная концепция местного самоуправления базировалась на том положении, что учреждения самоуправления обязательно должны действовать и в общественных, и в государственных интересах. Согласно этой концепции, местное самоуправление имеет своим источником государственную власть. Организация самоуправления на местах строится на основании закона. Выбор предметов деятельности не зависит от самоуправленческих органов, а определяется государством, формулируя вывод о соотношении государства и местного самоуправления.
В России положения государственной теории были значительно развиты дореволюционными юристами (В. П. Безобразов, А. И. Васильчиков, А. Д. Градовский, Н. И. Лазаревский) в 70-х годах XIX в.

## Муниципальные системы
В зарубежных государствах функционируют различные модели местного самоуправления. Эти модели отличаются по порядку формирования органов местного самоуправления, предметам ведения местного самоуправления, характеру и особенностям взаимоотношений органов местного самоуправления с органами государственной власти.

### Англосаксонская муниципальная система
Существует в Великобритании, США, Канаде, Австралии и ряде других стран.
В научной литературе именно её традиционно называют первой муниципальной системой.
Основные признаки англосаксонской муниципальной системы:
1. органы местного самоуправления имеют право предпринимать только те действия, которые прямо разрешены им законом. В случае нарушения этого правила акты органов местной власти будут признаны судом не имеющими силы, поскольку изданы с превышением полномочий;
2. органы местного самоуправления напрямую не подчинены органам государственной власти;
3. основная единица местного самоуправления — приход;

В компетенцию органов местного самоуправления входят:
- управление полицией и социальными службами;
- пожарная охрана;
- местные дороги;
- строительство и эксплуатация жилья;
- спортивные сооружения;
- общественный транспорт и др.

### Французская (континентальная) муниципальная система
Главное отличие французской системы местного самоуправления от англосаксонской заключается в характере взаимоотношений органов местного самоуправления и органов государственной власти. Такая система используется в государствах с традициями централизации власти, значительным контролем органов государственной власти за местными органами власти.
Окончательные контуры этой системы определились во Франции после принятия в 1982 г. Закона «О правах и свободах местных коллективов», согласно которому:
- основной единицей местного самоуправления является коммуна;
- население которой избирает муниципальный совет сроком на 6 лет;
- избирательное право имеют граждане Франции, достигшие 18 лет;
- в компетенцию муниципального совета входит решение всех вопросов местного значения, за исключением тех, которые представляют непосредственно полномочия мэра;
- решения совета, принятые в пределах его компетенции, приобретают обязательную силу при условии, что они переданы представителю государства в департаменте и опубликованы;
- муниципальный совет на своей первой сессии избирает мэра, который:
  - является его председателем;
  - готовит его сессии и приводит его решения в исполнение;
  - управляет имуществом коммуны и имеет право совершения гражданско-правовых сделок;
  - представляет интересы коммуны в судебных органах;
  - назначает служащих коммуны и принимает решения об административных поощрениях и взысканиях;
  - председательствует в административных комиссиях и другие.

Мэр уполномочен обеспечивать правопорядок и безопасность, принимать в связи с этим необходимые решения, включая санкции на арест, а также может выполнять иные полномочия, в том числе и те, которые ему может делегировать муниципальный совет.
Сходные системы регионального самоуправления во Франции существуют также на уровне департаментов и регионов.
Государственный контроль за деятельностью органов местного самоуправления осуществляют государственные должностные лица — префекты департаментов и супрефекты коммун. Эти государственные должностные лица являются представителями центрального правительства Франции. Государственному контролю подлежат все без исключения решения органов местного самоуправления. Если представитель государства считает решение незаконным, он вправе предложить принявшему его органу отозвать или изменить его, а в случае непринятия мер — передать дело в административный суд. Обращение представителя государства в суд возможно и без предварительного обращения к издавшему решение органу.
Контролю подлежит исключительно законность решений, предлагать органам местного самоуправления изменить своё решение по мотивам иного понимания целесообразности представители государства не вправе.

Принципиальным отличием данной системы от существовавшей до 1982 г. является перевод государственного контроля в режим исключительно a posteriori. До 1982 г. решения органов местного самоуправления вступали в силу после одобрения их представителем государства
.

### Иные муниципальные системы
Наряду с указанными муниципальными системами в зарубежных странах встречаются и иные системы (к примеру, иберийская) — как разновидности двух основных систем, так называемые смешанные системы, так и отдельные модели местного самоуправления. В качестве последней многими авторами называется местное (коммунальное) управление ФРГ.
В Основном законе ФРГ (п. 2 ст. 28) гарантируется местное самоуправление и закреплено, что общинам должно быть предоставлено право самостоятельного решения всех проблем общины в рамках закона и под собственную ответственность. Объединения общин в рамках действия своих функций, которые вытекают из законов, также обладают правом самоуправления.
В праве субъектов ФРГ — земель деятельность органов местного управления регулируется конституциями, положениями о местном управлении и отдельными законами. В этих нормативных актах прослеживается, как правило, идея «сквозного управления», при котором федеральное государство, земли, органы самоуправления представляют собой единую вертикаль, в рамках которой осуществляется управленческая деятельность.
К предметам ведения местного самоуправления ФРГ относятся:
- местные дороги,
- планирование и обустройство территории,
- социальная помощь и поддержка молодежи,
- строительство и содержание школ,
- обеспечение безопасности и др.;

## История местного самоуправления в России

### Современное положение

#### Глава муниципального образования
Глава муниципального образования является высшим должностным лицом муниципального образования и наделяется уставом муниципального образования в соответствии с № 131-ФЗ РФ «Об общих принципах организации местного самоуправления в Российской Федерации» от 6 октября 2003 г. полномочиями. Согласно данному закону территорией муниципального образования может быть город, поселок, станица, район (уезд), сельский округ (волость, сельсовет) и др.
Порядок избрания устанавливаются уставом муниципального образования в соответствии с федеральным законом. Федеральный закон от 6 октября 2003 года № 131-ФЗ «Об общих принципах организации местного самоуправления в Российской Федерации» предусматривает несколько возможных вариантов порядка избрания и полномочий главы муниципального образования:
- Глава муниципального образования избирается на муниципальных выборах и является главой местной администрации. Данная структура позволяет:

- усилить взаимосвязь избирателей с местным самоуправлением.
- сосредоточить в руках главы муниципального образования наибольший объём полномочий и реальные рычаги власти. Используется в большинстве муниципальных образований в России.

- Глава муниципального образования избирается на муниципальных выборах и является председателем представительного органа муниципального образования, а глава местной администрации назначается по конкурсу.

Данная структура не очень распространена, позволяет выборному главе муниципального образования «царствовать, но не править».
- Глава муниципального образования избирается представительным органом муниципального образования из своего состава, а глава местной администрации назначается представительным органом по конкурсу. Данная структура получила распространение в последнее время. При такой структуре глава муниципального образования является лишь номинальной фигурой, а реальная власть сосредоточена у главы местной администрации, на которого примерно равное влияние могут оказывать представительный орган муниципального образования и администрация региона, от которых в различной степени зависит его назначение и смещение.
- Глава муниципального образования не может одновременно исполнять полномочия председателя представительного органа муниципального образования и полномочия главы местной администрации, хотя может возглавлять представительный орган и является главой местной администрации, когда такая структура допускается только в сельских поселениях, потому что там управленческий аппарат невелик и нет необходимости разграничения полномочий главы местной администрации и председателя представительного органа.

Полномочия главы муниципального образования:
1. представляет муниципальное образование в отношениях с органами местного самоуправления других муниципальных образований, органами государственной власти, гражданами и организациями, без доверенности действует от имени муниципального образования;
2. подписывает и обнародует в порядке, установленном уставом муниципального образования, нормативные правовые акты, принятые представительным органом муниципального образования;
3. издает в пределах своих полномочий правовые акты;
4. вправе требовать созыва внеочередного заседания представительного органа муниципального образования;
5. обеспечивает осуществление органами муниципального самоуправления полномочий по решению вопросов местного значения и отдельных государственных полномочий, переданных органам муниципального самоуправления федеральными законами и законами субъекта РФ.

### Нормативно-правовые акты
- Конституция РФ от 12 декабря 1993.
- Федеральный закон от 6 октября 2003 года № 131-ФЗ «Об общих принципах организации местного самоуправления в Российской Федерации»
- Европейская хартия местного самоуправления.

### Учебная литература
- Н. А. Игнатюк, А. А. Замотаев, А. В. Павлушкин Муниципальное право. Учебник для вузов. 2-е изд. — М.: ЗАО Юстицинформ, 2007.
- Кокотов А. Н., Саломаткин А. С. Муниципальное право России. — М.: Юристъ, 2005. — 384 с.
- Постовой Н. В., Муниципальное право России. 2-е изд. — М.: Юриспруденция, 2011.
- Чихладзе Л. Т. Муниципальное право России. — М.: Юнити-дана, 2016. — 399 с. — ISBN 978-5-238-02832-3.
- Л. Т. Чихладзе, Е. Н. Хазов Актуальные проблемы муниципального права. М.: Юнити-дана, 2016. — 559 с. — ISBN 978-5-238-02842-2.
- Шайхуллин М. С. Конституционно-правовые гарантии местного самоуправления в Российской Федерации. — М.: Юрлитинформ, 2016. — 304 с.